# Кингмен
Гребен Кингмен или скраћено само Кингмен је гребен у Пацифичком океану и припада САД као неприпојена територија. Налази се око 60 km северно-западно од атола Палмира и око 1.713 km јужно-западно од Хонолулуа.

## Историја
Амерички капетан Едмунд Фанинг пронашао је гребен 14. јуна 1798. са својим бродом Бетси. У својој књизи  описује како је замало страдао на том гребену, да није осетио опасност и на време зауставио свој брод. На неким поморским картама је назван и опасан рт (енгл. Danger rock).
Гребен је добио име по поморском официру 'В. Кингмен', који је стигао 29. октобра 1853. са бродом Шутинг стар. Описао је своје откриће у септембрз 1855. у новинама „Пријатељ“ које су се издавале у Хонолулу-у. Ту је и нагласио опасност од гребена поготово ноћу, се уочи тек онда кад је већ прекасно.